# Alíz Derekas
Dans le nom hongrois Derekas Alíz, le nom de famille précède le prénom, mais cet article utilise l’ordre habituel en français Alíz Derekas, où le prénom précède le nom.
Alíz Derekas, née à Kalocsa le 3 août 1977, est une astronome hongroise.

## Biographie
Elle est chercheuse à l'Université de Sydney.
Le Centre des planètes mineures la crédite de la découverte de quatre astéroïdes, effectuée en 2001 avec la collaboration de Krisztián Sárneczky.
| (82092) Kalocsa     | 27 février 2001 |
| (139028) Haynald    | 28 février 2001 |
| (178796) Posztoczky | 27 février 2001 |